# Игнатово 1-е
Игнатово 1-е — деревня в Кашинском городском округе Тверской области.

## География
Находится в юго-восточной части Тверской области на расстоянии приблизительно 4 км на юг-юго-восток по прямой от города Кашин.

## История
Отмечена была еще на карте Менде (состояние местности на 1848 год). В 1859 году здесь (деревня Кашинского уезда) было учтено 20 дворов. До 2018 года входила в состав ныне упразднённого Фарафоновского сельского поселения.

## Население
Численность населения: 127 человек (1859 год), 5 (русские 100 %) в 2002 году, 1 в 2010.